# Nassarawa
Nassarawa – stan w centralnej części Nigerii.
Nassarawa sąsiaduje z Federalnym Terytorium Stołecznym - Abudża oraz ze stanami Kogi, Benue, Taraba, Plateau i Kaduna. Jego stolicą jest Lafia. Powstał w 1996 po odłączeniu części stanu Plateau. Oficjalnym językiem jest angielski, popularny jest hausa.

## Podział administracyjny
| - Akwanga - Awe - Doma - Karu - Keana - Keffi - Kokona | - Lafia - Nasarawa - Nasarawa Eggon - Obi - Toto - Wamba |

## Administratorzy i gubernatorzy stanu
- Abdullahi Ibrahim (Administrator 1996–1998)
- Bala Mande (Gubernator 1998–1999)
- Abdullahis Adamu (Gubernator 1999–2007)
- Aliyu Doma (Gubernator od 29 maja 2007)